# フミ
フミは、かつて吉本興業（大阪本社）に所属していたお笑いコンビ。2017年5月3日結成、2025年7月9日解散。NSC大阪校38期生。

## メンバー
吉永 もーりしゃす（よしなが もーりしゃす、1994年1月20日 - ）（31歳）
大阪府大阪市出身。甲南大学卒業。身長188 cm、体重83 kg。血液型B型。
本名は吉永 盛仁（よしなが もりひと）。旧芸名は吉永 もりひと（読み同じ）。「もーりしゃす」は大学時代に女友達からつけられたあだ名。
タケヤ（イチオク）と北村敏輝（丸亀じゃんご）とシェアハウスをしている。
当コンビの解散以降、芸名を「大福」に改めている。

もういっちょ! とん平（もういっちょ とんぺい、1993年1月2日 - ）（32歳）
大阪府大阪市出身。身長177 cm、体重69 kg。血液型A型。
本名は関口 広明（せきぐち ひろあき）。旧芸名は関口 ひろあき（読み同じ）。現在の芸名は、宗安（チェリー大作戦）ときむらバンド（たくろう）が命名した。もう一つの候補は「ふくらはぎ男」。
趣味は競馬であり、チェリー大作戦と三人で「僕らの競馬大作戦！」というYouTubeチャンネルも持っている。

## 来歴
2017年、大阪NSC38期生同士で結成。コンビ名の由来は、結成当時2人とも二階堂ふみが好きだったため。
2025年7月3日までに、両者のSNSにて同月9日をもってコンビを解散することが発表され、当初の発表通り、同日のライブ「いなり中学ちらし組」への出演をもって解散した。

## 芸風
主にコントを演じる。コントを基にしたコント漫才をすることもある。

## 出囃子
- ももいろクローバーZ「Z女戦争」

## 賞レースなどでの戦歴

### M-1グランプリ
| 年度             | 結果      | エントリー No. | 会場             | 日時     |
| ---------------- | --------- | -------------- | ---------------- | -------- |
| 2017年（第13回） | 1回戦敗退 | 1203           | 大丸心斎橋劇場   | 9月4日   |
| 2018年（第14回） | 2回戦進出 | 1493           | 大丸心斎橋劇場   | 10月13日 |
| 2019年（第15回） | 2回戦進出 | 1236           | 大丸心斎橋劇場   | 10月9日  |
| 2020年（第16回） | 2回戦進出 | 3801           | よしもと漫才劇場 | 10月26日 |
| 2021年（第17回） | 3回戦進出 | 4286           | よしもと漫才劇場 | 10月26日 |
| 2022年（第18回） | 3回戦進出 | 1459           | よしもと漫才劇場 | 10月24日 |
| 2023年（第19回） | 3回戦進出 | 4020           | よしもと漫才劇場 | 10月31日 |
| 2024年（第20回） | 3回戦進出 | 1615           | よしもと祇園花月 | 10月27日 |

### キングオブコント
| 年度   | 結果         |
| ------ | ------------ |
| 2019年 | 2回戦進出    |
| 2020年 | 準々決勝進出 |
| 2021年 | 準々決勝進出 |
| 2022年 | 準々決勝進出 |
| 2023年 | 準々決勝進出 |
| 2024年 | 準々決勝進出 |

- ytv漫才新人賞2021-2022 ROUND2 第10位
- ytv漫才新人賞2022-2023 ROUND2 第12位
- ytv漫才新人賞2023-2024 ROUND1 第5位
- 第43回ABCお笑いグランプリ最終選考進出

## 単独ライブ

### 2021年
- 1月15日「七三B-BOY」（よしもと漫才劇場/初単独）
- 5月7日「オーバーサイズスーツ」（よしもと漫才劇場/配信のみ）
- 12月25日「ギャンブルDJ」（よしもと漫才劇場）

### 2022年
- 5月13日「落研タックル」（よしもと漫才劇場）
- 10月21日「お魚犬」（よしもと漫才劇場）
- 12月9日「色白猫背」（よしもと漫才劇場）

### 2023年
- 2月23日「寝る寝る7の単勝で」（よしもと漫才劇場）
- 4月21日「ネオ東京ラプソディー」（よしもと漫才劇場）
- 6月3日「Loveland Island」（よしもと漫才劇場）